# Oneven (functie)

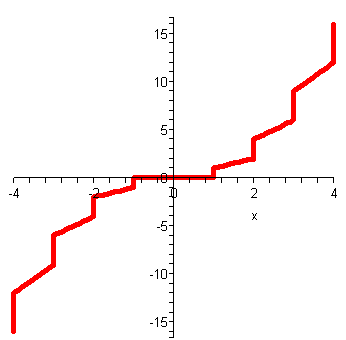
Voorbeeld oneven functie

Een wiskundige functie {\displaystyle f} heet  oneven als:
{\displaystyle f(-x)=-f(x)}
De grafiek van een oneven functie {\displaystyle f} is puntsymmetrisch ten opzichte van de oorsprong; dat wil zeggen dat als men de grafiek van {\displaystyle f} spiegelt ten opzichte van de oorsprong, men dezelfde grafiek krijgt. Daarnaast is het eenvoudig aan te tonen dat {\displaystyle f(0)=0}:
{\displaystyle f(0)=f(-0)=-f(0)\Longrightarrow f(0)=0}

## Voorbeelden
- {\displaystyle f(x)=x}, want {\displaystyle f(-x)=-x=-f(x)}.
- {\displaystyle f(x)=\sin(x)}, want {\displaystyle f(-x)=\sin(-x)=-\sin(x)=-f(x);}
- het product van twee oneven functies {\displaystyle f} en {\displaystyle g} is even: {\displaystyle f(-x)g(-x)=f(x)g(x);}
- het product van een even functie {\displaystyle f} en een oneven functie {\displaystyle g} is oneven: {\displaystyle f(-x)g(-x)=f(x)(-g(x))=-f(x)g(x).}

## Eigenschappen
Elke willekeurige functie {\displaystyle f} is op unieke wijze te schrijven als de som van een even functie {\displaystyle f^{+}} en een oneven functie {\displaystyle f^{-}.} Deze functies zijn:
- {\displaystyle f^{+}(x)={\tfrac {1}{2}}(f(x)+f(-x))}
- {\displaystyle f^{-}(x)={\tfrac {1}{2}}(f(x)-f(-x))}